# Katy Hessel
Katy Hessel, född 1994 i London, är en brittisk konsthistoriker, författare och kurator. År 2022 publicerade hon boken The Story of Art without Men. Hessel tilldelades Waterstones Book of the Year 2022 för denna bok.